# Sindicatura de Comptes de Catalunya
La Sindicatura de Comptes de Catalunya és una institució de la Generalitat de Catalunya que depèn orgànicament del Parlament de Catalunya segons l'establert pels articles 80 i 81 de l'Estatut d'Autonomia de Catalunya i en l'article 1 de la Llei 18/2010, del 7 de juny, de la Sindicatura de Comptes. La Sindicatura de Comptes és la institució encarregada de fiscalitzar la gestió econòmica, financera i comptable del sector públic català, i del control d'eficiència de la Generalitat. Va ser creada el 5 de març, 1984, encara que els seus orígens es remunten al segle xiii, quan el general de Catalunya va instituir els "oïdors del comptes" la funció dels quals era controlar la gestió dels cabals públics.
La Sindicatura depèn orgànicament del Parlament, que li delega les funcions que porta a terme, amb plena autonomia organitzativa, funcional i pressupostària. La Sindicatura de Comptes té personalitat jurídica pròpia. És formada per síndics designats pel Parlament per majoria de tres cinquenes parts. El síndics, al seu torn, n'elegeixen el síndic o síndica major. El síndic major en l'actualitat és Miquel Salazar Canalda.

## Marc Legal
- Estatut d'Autonomia de Catalunya (Articles 80 i 81).[1]
- Text refós de la Llei de finances públiques de Catalunya, aprovat per decret legislatiu 3/2002 de 24 de desembre.[4]
- Llei 18/2010, del 7 de juny, de la Sindicatura de Comptes Arxivat 2014-01-16 a Wayback Machine., de la Sindicatura de Comptes.

La Constitució espanyola estableix que el control econòmic i pressupostaris dels òrgans de les comunitats autònomes és matèria del Tribunal de Comptes tot i que les pot delegar a la Sindicatura en virtut del que diu la llei orgànica 2/1982 de 12 de maig del Tribunal de Comptes. Igualment, l'Estatut de Catalunya en el seu article 80.3 estableix que la Sindicatura i el Tribunal de comptes han d'establir llurs relacions de cooperació per mitjà d'un conveni.

## Concepte i funcions
La Sindicatura de comptes és l'òrgan fiscalitzador de la gestió econòmica, financera i comptable dins el territori català. En concret, el seu àmbit d'actuació recull:
- Les entitats regulades pel capítol V del títol II de l'Estatut d'autonomia i les que depenen del Parlament.
- El sector públic de Catalunya, format per:

- L'Administració de la Generalitat.
- L'Administració local de Catalunya.
- Els organismes, les entitats, les societats mercantils, les fundacions del sector públic, els consorcis i, en general, qualsevol persona jurídica sota qualsevol modalitat admesa en dret, si és participada o finançada majoritàriament de manera directa o indirecta per la Generalitat, les corporacions locals o per les universitats públiques catalanes.
- Les universitats públiques de Catalunya i les órgans i les entitats que en depenen.
- Les persones públiques corporatives creades per llei del Parlament en relació amb les activitats que comporten la gestió o administració de fons públics.
- Els partits polítics amb representació parlamentària, les associacions i les fundacions vinculades orgànicament i sotmeses al protectorat de la Generalitat i les agrupacions d'electors.
- Altres entitats que determinin les lleis del Parlament.

En l'exercici de les seves funcions la Sindicatura ha d'actuar sota el que marca l'ordenament jurídic i amb total independència respecte als òrgans i ens públics que estan subjecte a la seva fiscalització. La Sindictaura de Comptes elabora el seu propi pressupost que s'ha d'integrar en el Pressupost de la Generalitat de Catalunya, en una secció específica diferenciada perquè sigui aprovat pel Parlament.
Les seves funcions són:
- Fiscalitzar els comptes de la totalitat dels ingressos i les despeses del sector sector públic català, per mitjà de l'elaboració d'informes.
- Examinar els comptes generals del sector públic que formen anualment les administracions que l'integren.
- Controlar, per mitjà d'auditories operatives, la legalitat, l'eficàcia, l'eficiència i l'economia de qualsevol activitat de contingut econòmic i financera feta pel sector públic.
- Avaluar el grau de compliment assolit pels ens subjectes a fiscalització respecte de llurs objectius pressupostaris, i fer recomanacions sobre les possibles innovacions i bones pràctiques per a millorar la gestió pública.
- Fer el seguiment i donar compte del grau de compliment de les recomanacions aprovades pel Parlament derivades dels informes que emet.
- Assessorar, emetre dictàmens i respondre a les consultes que, en matèria de comptabilitat pública i de gestió econòmica i financera del sector públic, li demani el Parlament.
- Fiscalitzar la comptabilitat dels processos electorals l'àmbit dels quals se circumscrigui a Catalunya, i també la comptabilitat i l'activitat econòmica i financera dels partits polítics, les federacions i les agrupacions d'electors que participen en aquests processos.
- Fiscalitzar les associacions i les fundacions sotmeses al protectorat de la Generalitat i vinculades orgànicament a partits polítics amb representació al Parlament.
- Exercir les funcions jurisdiccionals relatives a fets que poden ésser constitutius de resposnabilitat comptable, en els termes que es deriven de l'article 80.3 de l'Estatut d'autonomia.
- Col·laborar amb el departament competent en matèria de corporacions locals en el disseny d'actuacions formatives amb relació a la documentació que s'ha de lliurar a la Sindicatura de Comptes.
- Altres funcions que li delegui el Tribunal de Comptes

La funció fiscalitzadora de la Sindicatura de Comptes es concreta en l'elaboració i la publicació d'informes, un cop aprovats pel Ple, i en la tramesa d'aquests informes al Parlament. La Sindicatura elabora anualment l'informe sobre el Compte general de la Generalitat i l'informe sobre el Compte general de les corporacions locals, a més dels informes sobre els ens del sector públic autonòmic o local que acordi de fer el Ple de la Sindicatura mitjançant el seu Programa anual d'activitats, i altres que li pugui encomanar el Parlament de Catalunya per mitjà de resolucions.

## Òrgans de la Sindicatura de Comptes
- El Ple: és l'òrgan col·legiat integrat per set síndics i les seves resolucions són adoptades per majoria dels assistents. El Ple és convocat pel síndic o síndica major i sempre que ho sol·licitin dos membres, com a mínim.
- Comissió de govern: està formada pel síndic o síndica major i per dos síndics designats pel Ple.
- Secretaria general: és l'òrgan encarregat de donar suport al Ple i a la Comissió de Govern, així com al síndic o síndica major en tot el que fa referència al règim intern de la Sindicatura.
- Els síndics: són designats pel Parlament mitjançant votació per majoria de les 3/5 parts, per a un període de 6 anys. El Síndic major és escollit d'entre els seus membres a proposta del Ple per majoria absoluta i és nomenat pel President de la Generalitat de Catalunya per a un període de tres anys.

## La comptabilitat com a mitjà de control
El compte general ha de ser presentat a la sindicatura de comptes, abans del 31 de juliol de l'any següent al del tancament de l'exercici. Aquest ha d'examinar-lo i comprovar-lo dins els cinc mesos següents d'haver-lo rebut. L'informe resultant de la fiscalització ha d'ésser part bàsica de la memòria anual de la sindicatura, que s'ha d'aprovar, si s'escau amb el que determina el Reglament del Parlament de Catalunya. El conseller d'economia i finances farà publicar al DOGC, trimestralment, i dintre del trimestre següent, l'estat d'execució del pressupost de la Generalitat i les seves modificacions així com els moviments i la situació del tresor.

## Síndics Majors
Des de la constitució de la institució, han estat síndics majors de la Sindicatura de Comptes:
- Joan Josep Perulles i Bassas: Del 18 de juliol de 1984 fins al 20 de març de 1991.
- Ferran Termes i Anglès: Del 3 d'abril de 1991 fins al febrer de 2001.
- Marià Nicolàs i Ros: Del 14 de maig de 2002 fins al 26 de febrer de 2004.
- Joan Colom i Naval: Del 16 de març de 2004 fins al 4 de març de 2011.
- Jaume Amat i Reyero: Des 16 de març de 2011 fins al 21 de febrer de 2022
- Miquel Salazar Canalda: Des de l'1 de març de 2022 fins a l'actualitat.

En el període comprès entre 2001 i 2002, va ocupar el càrrec de síndic major en funcions Francesc Xavier Vela i Parés. També han ocupat aquest càrrec en diferents moments de la història de la Sindicatura Manuel Cardeña i Coma, Montserrat de Vehí i Torra i Jordi Pons i Novell.

## Síndics
Des de la constitució de la institució, han estat síndics de la Sindicatura de Comptes:
- Lluís González i Salido (17/07/1984 al 18/12/1984)
- Joan Capdevila Salvà (17/07/1984 al 17/11/1985)
- Antoni Castells i Oliveres (17/07/1984 al 22/05/1989)
- Joan Josep Perulles i Bassas (17/07/1984 al 20/03/1991)
- Manuel Cardeña i Coma (17/07/1984 al 27/10/2000)
- Josep Maria Carreras Puigdengolas (17/07/1984 al 26/02/2004)
- Ferran Termes i Anglès (10/10/1984 al 13/02/2001)
- Eudald Travé i Montserrat (29/12/1984 al 07/07/1997)
- Francesc Xavier Vela i Parés (05/03/1986 al 26/02/2004)
- Jordi Petit Fontseré (07/07/1989 al 25/09/2003)
- Marià Nicolàs i Ros (20/03/1991 al 26/02/2004)
- Manuel Barrado i Palmer (07/07/1997 al 26/02/2004)
- Jacint Ros i Hombravella (27/10/2000 al 17/01/2007)
- Montserrat de Vehí i Torra (23/02/2001 al 17/01/2007)
- Alfons Ortuño i Salazar (26/02/2004 al 19/09/2004)
- Alexandre Pedrós i Abelló (26/02/2004 al 02/06/2010)
- Agustí Colom i Cabau (26/02/2004 al 04/03/2011)
- Joan Colom i Naval (26/02/2004 al 04/03/2011)
- Enric Genescà i Garrigosa (26/02/2004 al 03/09/2013)
- Ernest Sena i Calabuig (12/01/2005 al 04/03/2011)
- Jordi Pons i Novell (18/01/2007 al 21/02/2022)
- Jaume Amat i Reyero (18/01/2007 al 21/02/2022)
- Andreu Morillas Antolín (04/03/2011 al 02/01/2018)
- Maria Àngels Servat i Pàmies (04/03/2011 al 05/07/2019)
- Emma Balseiro Carreiras (04/03/2011 al 21/02/2022)
- Joan-Ignasi Puigdollers i Noblom (04/03/2011 al 21/02/2022)
- Miquel Salazar Canalda (03/09/2013 -
- Llum Rodríguez Rodríguez (22/02/2022-
- Josep Viñas i Xifra (22/02/2022 -
- Maria Àngels Cabasés Piqué (22/02/2022 -
- Manel Rodríguez Tió (22/02/2022 -
- Ferran Roquer Padrosa (22/02/2022 -
- Anna Tarrach Colls (22/02/2022 -